# Premiul Globul de Aur pentru cel mai bun serial dramatic
Premiile Globul de Aur pentru televiziune se acordă din anul 1956. De la ediția din 1962 a apărut categoria Cel Mai Bun Serial TV care până în 1968 a inclus și comedii, documentare sau mini-serii, printre câștigători fiind Om Bogat, Om Sărac, Roots sau emisiunea de știri 60 de Minute.

## Anii 1960
- 1961: My Three Sons / What's My Line? - ambele la categoria - Cel mai bun program TV, primul fiind serial de comedie, iar al doilea fiind emisiune-concurs.
- 1962: The Defenders / The Dick Powell Show - ambele la categoria - Cel mai bun program TV
- 1963: The Richard Boone Show
- 1964: The Rogues - categoria - Cel mai bun program TV
- 1965: The Man from U.N.C.L.E. - categoria - Cel mai bun program TV
- 1966: I Spy - categoria - Cel mai bun program TV
- 1967: Mission: Impossible - categoria - Cel mai bun program TV
- 1968: Rowan & Martin's Laugh-In - categoria - Cel mai bun program TV
- 1969: Marcus Welby, M.D.

### Anii 1970
- 1970: Medical Center
- 1971: Mannix
- 1972: Columbo
- 1973: The Waltons
- 1974: Upstairs, Downstairs
- 1975: Kojak
- 1976: Rich Man, Poor Man
- 1977: Roots
- 1978: 60 Minutes
- 1979: Lou Grant

### Anii 1980
- 1980: Shogun
- 1981: Hill Street Blues
- 1982: Hill Street Blues
- 1983: Dinastia
- 1984: Murder, She Wrote
- 1985: Murder, She Wrote
- 1986: L.A. Law
- 1987: L.A. Law
- 1988: Thirtysomething
- 1989: China Beach

### Anii 1990
- 1990: Twin Peaks
- 1991: Northern Exposure
- 1992: Northern Exposure
- 1993: NYPD Blue
- 1994: Dosarele X
- 1995: Party of Five
- 1996: Dosarele X
- 1997: Dosarele X
- 1998: The Practice
- 1999: The Sopranos

### Anii 2000
- 2000: The West Wing
- 2001: Six Feet Under
- 2002: The Shield
- 2003: 24
- 2004: Nip/Tuck
- 2005: Lost
- 2006: Anatomia lui Grey
- 2007: Mad Men
- 2008: Mad Men
- 2009: Mad Men
- 2010: Boardwalk Empire

### Anii 2010
- 2011: Homeland
- 2012: Homeland
- 2013: Breaking Bad
- 2014: The Affair
- 2015: Mr. Robot
- 2016: The Crown
- 2017: Povestea slujitoarei
- 2018: The Americans
- 2019: Succesiunea

### Anii 2020
- 2020: The Crown
- 2021: Succesiunea
- 2022: Casa Dragonului
- 2023: Succesiunea
- 2024: Shōgun